# توکان توکو
توکان توکو(نام علمی: Ramphastos toco) نام یک گونه از سرده توکان است. فیلیپ لودویگ استیوس مولر جانورشناس آلمانی در سال ۱۷۷۶ برای نخستین مرتبه این پرنده را توصیف کرد.

## مشخصات ظاهری
پرهای بدن این پرنده سیاه است که عمدتاً در قسمت گلو تبدیل به رنگ سفید می‌شود. طول اغلب گونه‌ها در حدود ۵۵–۶۵ سانتیمتر (۲۱ ۱⁄۲–۲۵ ۱⁄۲ اینچ) است و وزن آنها نیز میان ۵۰۰ تا ۸۷۶ گرم (۱ پوند ۱ ۵⁄۸ اونس تا ۱ پوند ۱۴ ۷⁄۸ اونس) متغیر است. به استثنای اختلاف اندازه هیچ تفاوت خارجی دیگری میان دو جنس نر و ماده وجود ندارد.
قابل‌توجه‌ترین ویژگی در این پرنده منقار بسیار بزرگ است. طول این منقار از ۱۵٫۸ تا ۲۳ سانتیمتر (۶ ۱⁄۴ تا ۹ اینچ) در نوسان است که شامل رنگ‌های متفاوتی از زرد و نارنجی است و در قسمت تحتانی به طیف‌هایی از نارنجی مایل به قرمز آتشین ختم می‌شود در حالی که در نوک منقار، یک لکه بزرگ تیره‌رنگ هم وجود دارد. این منقار به نظر سنگین می‌رسد اما همانند سایر گونه توکان‌ها نسبتاً سبک است زیرا قسمت داخلی آن تا حد زیادی توخالی است. توکان توکو در زمره بزرگترین گونه از خانوادهٔ دارکوب‌سانان طبقه‌بندی می‌شود. در حقیقت بزرگی و تمایز ویژه این منقار در این است که در حدود ۳۰ تا ۵۰٪ از کل سطح بدن این پرنده را منقار تشکیل می‌دهد هر چند، در این زمینه رکورددار نیست و مرغ‌مگس نوک‌شمشیری در این تفاضلِ اختلاف پیشتاز است. تحقیقات جامع نشان‌داده‌است که مهمترین کاربرد این منقار، یک نوع عملکرد به عنوان سطح مبادلهٔ گرما است. این منقار در تغییر جریان خون و تنظیم توزیع گرمای بدن پرنده نقش عمده دارد و مشخص شده که توکان توکو از منقار بزرگ خود به عنوان رادیاتور حرارتی برای انتقال گرما استفاده می‌کند.

## نگارخانه

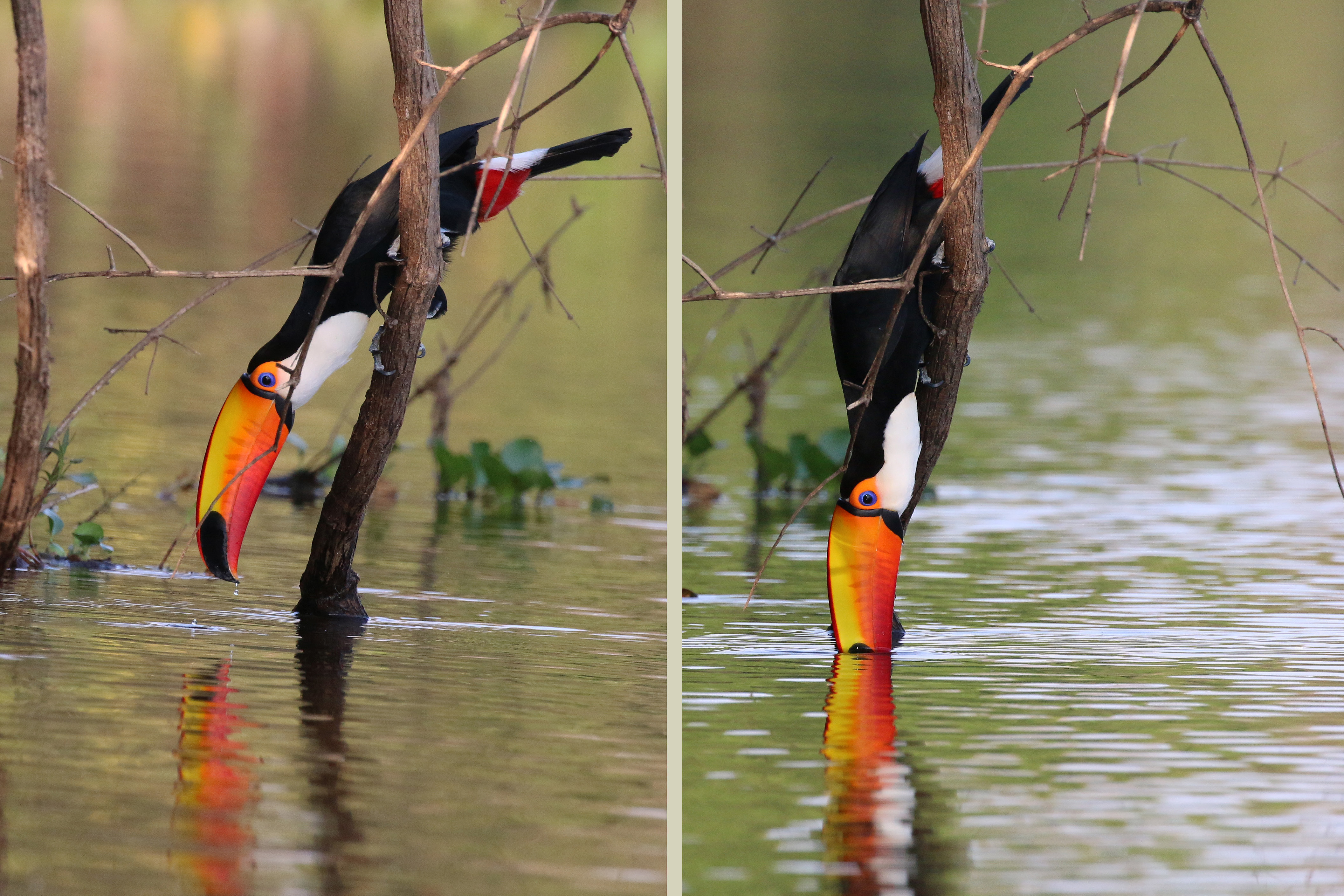
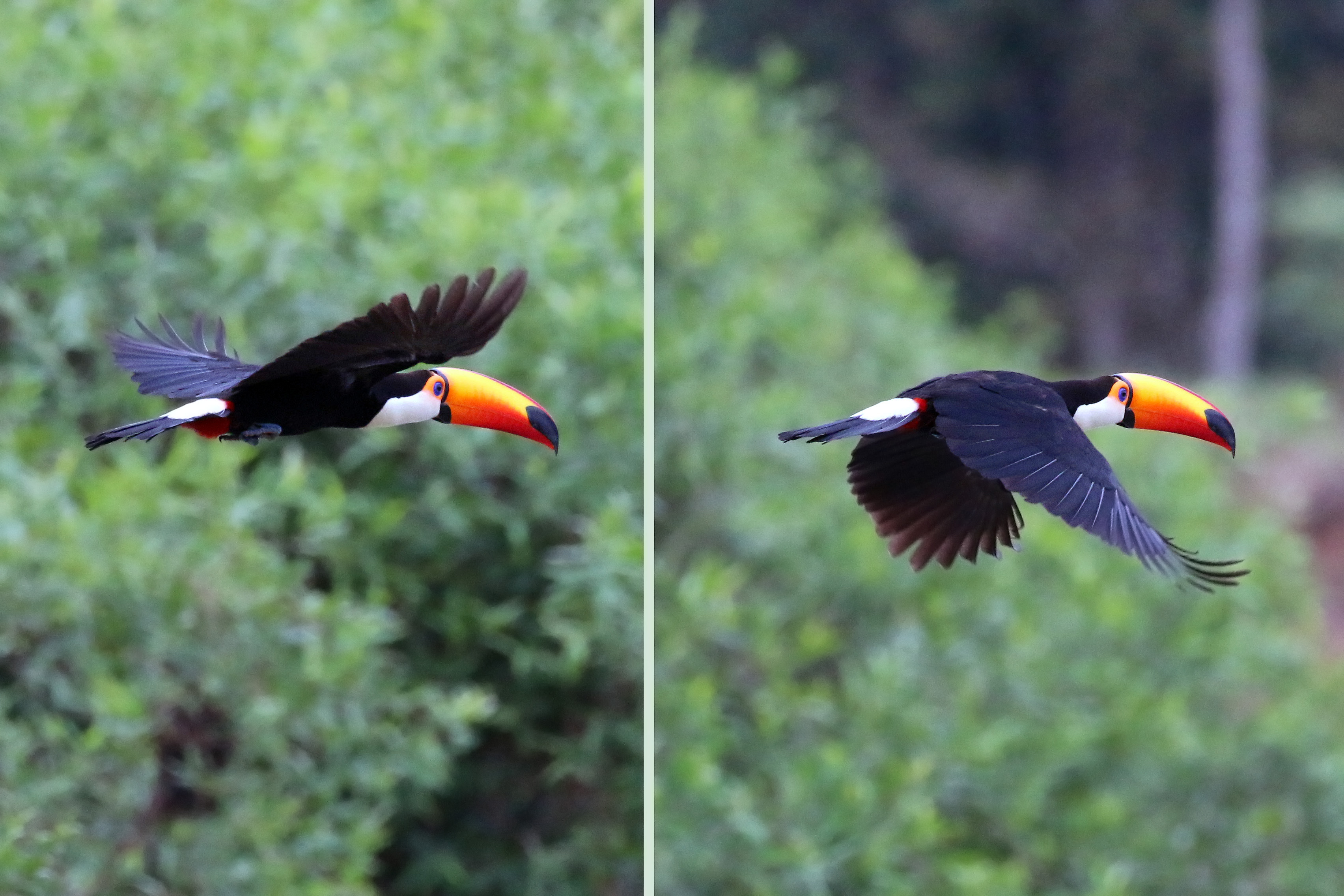
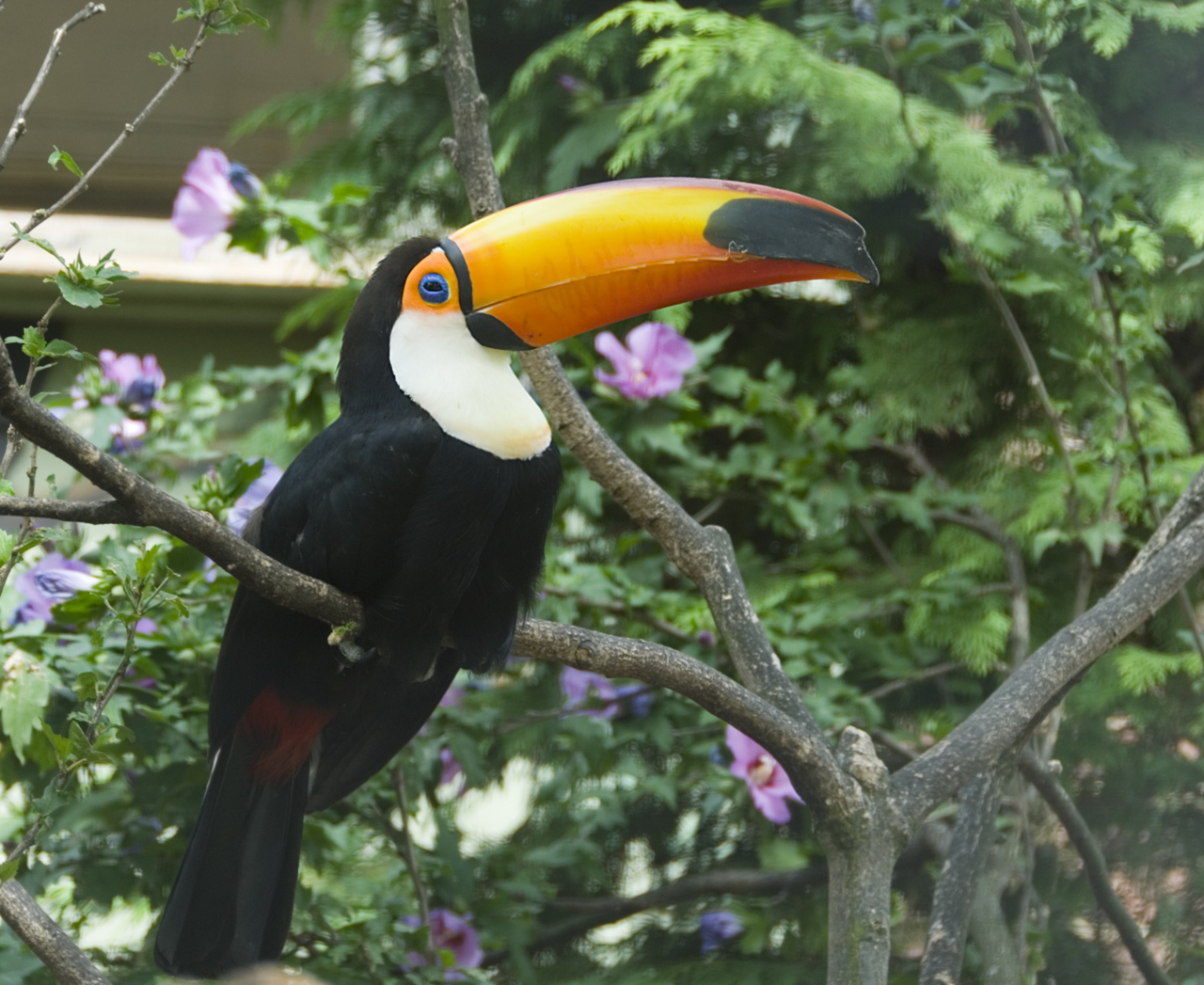
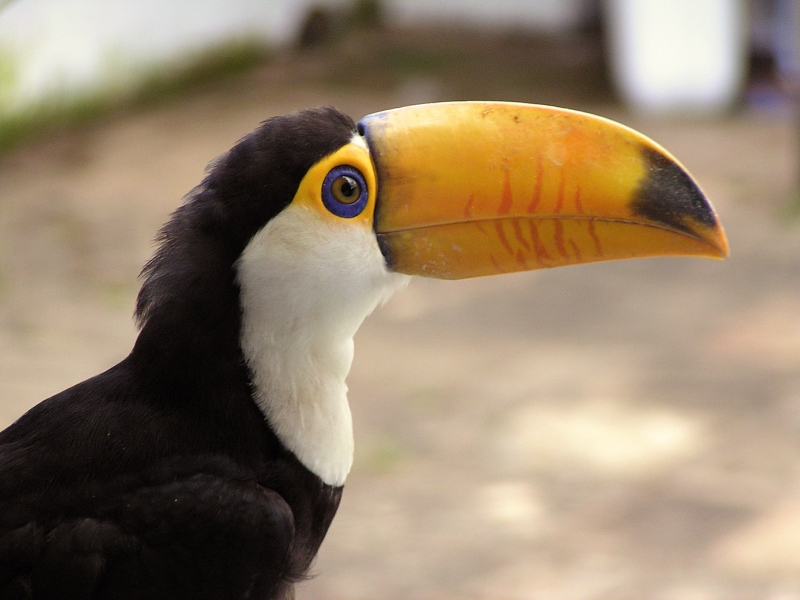